# Legio XII Fulminata
La Legio duodecima (XII) Fulminata est une légion romaine qui fut levée en 58 av. J.-C. par Jules César pour mener campagne contre les Helvètes lors de la guerre des Gaules.
Elle fut engagée au cours de ses près de 500 ans d'existence dans nombre des guerres livrées par l'Empire romain et  maintes fois reformée après avoir quasi disparu, ayant reçu successivement les surnoms (cognomen) de Paterna, Victrix, Antiqua, Certa Constans et Galliena.
Elle existait toujours au début du Ve siècle surveillant le franchissement de l'Euphrate, près de Mélitène en Cappadoce (aujourd'hui Malatya, en Turquie).
L'emblème de cette légion était un éclair (fulmen, en latin).

## Aux côtés de Jules César et d'Octave

### La Guerre des Gaules
En 58 av. J.-C., Jules César doit faire face à la menace que crée la volonté de migration des Helvètes vers le sud du Massif central, créant un danger pour la province romaine de Gaule narbonnaise. Démuni de troupes, car une seule légion était présente en Gaule, il va en Italie chercher des renforts. Il tire trois légions de leurs quartiers d'hiver aux environs d'Aquilée et lève deux nouvelles légions, la Legio XI Claudia et la Legio XII.
Il prend par les Alpes le plus court chemin de la Gaule narbonnaise, à la tête de ces cinq légions, dont la nouvelle douzième légion pour mener la campagne contre les Helvètes de 58 av. J.-C.

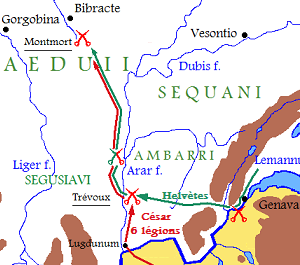
Campagne contre les Helvètes en -58

Vaincus, les helvètes se replient dans les Alpes, la Legio XII prend le chemin de la Gaule belgique avec quatre autres légions pour mener la guerre contre les Nerviens en 57 av. J.-C., et en particulier s'illustrer lors de la bataille de la Sambre.
À l'automne de l'an 57 av. J.-C., sous le commandement de Servius Galba, elle hiverne à Martigny, en Valais, contrôlant ainsi le passage stratégique du Grand-Saint-Bernard. Mais, les tribus locales, les Véragres, les Ubères et les Sédunes attaquent les Romains et vainqueurs lors de la bataille d'Octodure, les forcent à se retirer.
De 57 à 52 av. J.-C., il est vraisemblable que la Legio XII a participé aux principaux affrontements de la guerre des Gaules, et sans doute au siège d'Alésia.

### Les guerres civiles
Par la suite, la douzième légion participe, aux côtés de Jules César, à la guerre civile qui se déroule dans tous les territoires de la République romaine et en 48 av. J.-C. à la bataille de Pharsale, qui voit la défaite de Pompée.
À la suite de la victoire de Jules César, la légion reçoit le titre de Victrix, et en 45 av. J.-C., après plus de dix ans de combat, la légion est dissoute et les vétérans sont établis et dotés de terres en Gaule cisalpine, près de Parme.
La Legio XII est reconstituée en 44 av. J.-C. par Marcus Aemilius Lepidus (Lépide), nommé Maître de cavalerie par Jules César, puis placée sous les ordres de Marc Antoine. Elle a vraisemblablement combattu dans la bataille contre Octave en 43 av. J.-C. et ensuite dans la bataille de Philippes contre les meurtriers de Jules César, Brutus et Cassius en 42 av. J.-C.
En 38-36 av. J.-C., elle participe aux campagnes de Marc Antoine contre les Parthes, et reçoit le nom d'Antiqua (« de bonne qualité »).
Sous le Principat d'Auguste la Legio XII fut envoyé à Abila, en Syrie, pendant que quelques vétérans reçoivent des terres à Patras, en Grèce. Elle pourrait avoir séjourné pendant une brève période de temps en Afrique proconsulaire aux environs de Dougga, au début du Principat d'Auguste.

## Sur le front oriental auIersiècle

### La campagne d'Arménie
Le roi Parthe Vologèse Ier ayant envahi l'Arménie en 58, un État client de Rome. Néron ordonna à Cnaeus Domitius Corbulo, le nouveau légat de Cappadoce, de régler cette affaire. Corbulon requit la IIII Scythica de Mésie, et avec la Legio III Gallica et la VI Ferrata défit les Parthes, restaurant Tigrane sur le trône Arménien.
Corbulon se rendant en Syrie, le commandement échut en 61 au nouveau légat Lucius Caesennius Paetus. L'armée romaine fut divisée entre lui et Corbulon. Les IV Scythica et XII Fulminata, la V Macedonica nouvellement arrivée et les auxiliaires du Pont, de Galatie et de Cappadoce allant avec Paetus. Il est évident que Corbulon avait conservé les légions avec qui il avait passé les dernières années en campagne et avait laissé à son collègue les unités moins aguerries.
En 62, la IIII Scythica et la XII Fulminata, sous le commandement de Paetus, furent sévèrement battues par les Parthes et les Arméniens lors de la bataille de Rhandeia et durent se rendre. Les armées romaines étaient humiliées. Retirées du théâtre des opérations, elles ne participèrent pas aux campagnes victorieuses de Corbulon.

### La guerre judéo-romaine
En 66, avec le déclenchement de la grande révolte juive des zélotes et la destruction de la garnison romaine à Jérusalem, la XII Fulminata, ainsi que des vexillations de la IIII Scythica et de la VI Ferrata, furent envoyées pour mener une campagne de représailles. Cependant, le légat de Syrie Gaius Cestius Gallus les rappela, craignant la faiblesse des légions.
Sur son trajet de retour, la XII Fulminata tomba dans une embuscade à Beit-Horon et fut défaite par les forces combinées des Zélotes, des Sicaires, du roi Monobaze II d'Adiabène et de Simon Bargiora. Honte suprême, elle perdit dans les combats son aigle, la fameuse aigle emblème.
Cependant, la XII combattit bravement dans la dernière partie de la guerre. Elle soutint son commandant T. Flavius Vespasien lors de sa revendication réussie du trône impérial. À la fin de la guerre en 72-73, les légions XII Fulminata et XVI Flavia Firma reçurent l'ordre de garder la frontière sur l'Euphrate. La Légio XII Fulminata fut cantonné à Mélitène et la XVI Flavia Firma à Satala.

## La défense des frontières orientales

### Les campagnes de Trajan et Marc-Aurèle
En 75, la XII Fulminata partit dans le Caucase, où l'Empereur Vespasien avait envoyé des renforts militaires pour soutenir les royaumes alliés d'Ibérie et d'Albanie du Caucase.
La légion était probablement en Arménie pendant la campagne de Trajan en 114, qui se conclut par l'annexion du royaume d'Arménie.
En 134, la menace que faisait peser les Alains fut éliminée par le gouverneur de Cappadoce, Arrien, qui vainquit les envahisseurs grâce à l'intervention des XII Fulminata et XV Apollinaris.
La XII combattit probablement lors de la campagne contre les Parthes menée par l'Empereur Lucius Verus, en 162-166, au moment où une unité mixte des XII et XV contrôlait Artaxata, la capitale nouvellement conquise de l'Arménie.

#### La pluie miraculeuse

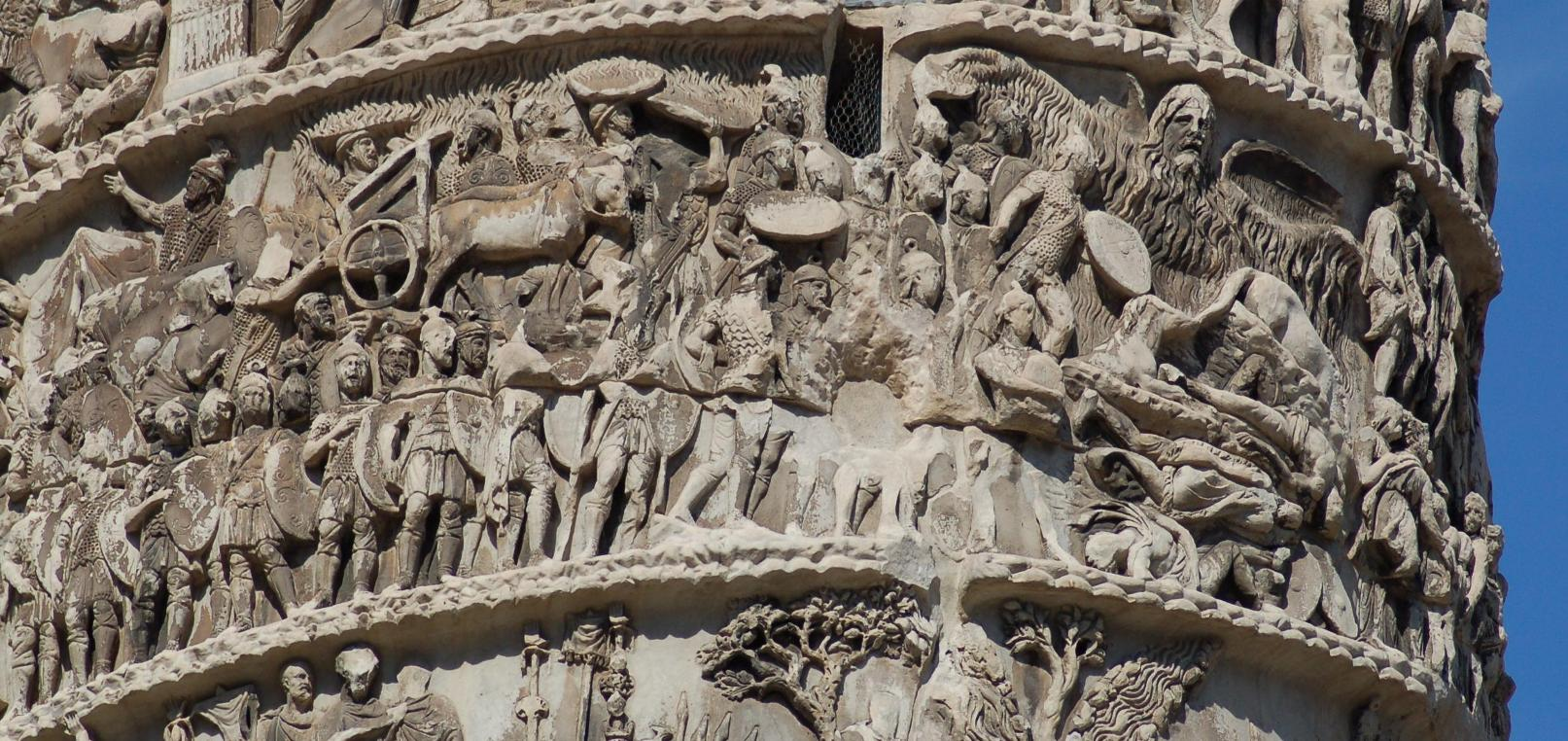
L'épisode de la "pluie miraculeuse" protégeant la XII durant les guerres marcomanes, telle que reproduite sur la colonne de Marc Aurèle; sur la droite on discerne la représentation de cette mystérieuse divinité pluviale.

Un détachement (vexillatio) de la légion fut sans doute envoyé entre 170 et 174 pour participer aux campagnes germanique dirigée par l'Empereur Marc Aurèle. C'est pendant sa campagne menée contre les  Quades et les Cotins, des peuples habitant une région aujourd'hui connue comme la Moravie, qu'eut lieu l'épisode de la pluie miraculeuse. Selon la tradition chrétienne représentée en particulier par Xiphilin, l'abréviateur byzantin de Dion Cassius le miracle aurait sauvé une partie de la Douze de la défaite en raison des prières effectuées par les soldats chrétiens. Dion Cassius attribue cela aux dieux romains.
L'écrivain chrétien Tertullien prétend lui aussi que le miracle fut le résultat des prières des soldats qui avaient embrassé la foi chrétienne. À cette époque, selon lui, la plupart des soldats étaient chrétiens. Il se répandit aussi une légende que ce miracle conduisit l'Empereur à signer un décret interdisant la persécution des chrétiens, mais cela semble bien n'être qu'un faux créé à des fins apologétiques par des chrétiens. Il est aujourd'hui démontré au contraire que les persécutions s'accrurent dans la période.

#### Les querelles impériales
En 175, la légion était cantonnée à Mélitène, lorsque Avidius Cassius se révolta; la XII, étant fidèle à l'Empereur, obtint le cognomen Certa Constans, "toujours constante".
Après la mort de l'empereur Pertinax, en 193, la XII Fulminata soutint le gouverneur de Syrie, Pescennius Niger, qui fut finalement vaincu par Septime Sévère. Lorsque la frontière orientale fut déplacée de l'(Euphrate vers le Tigre, elle resta placée en réserve, probablement en guise de rétorsion pour son choix malheureux.

### Une Légion chrétienne: les Quarante martyrs de Sébaste

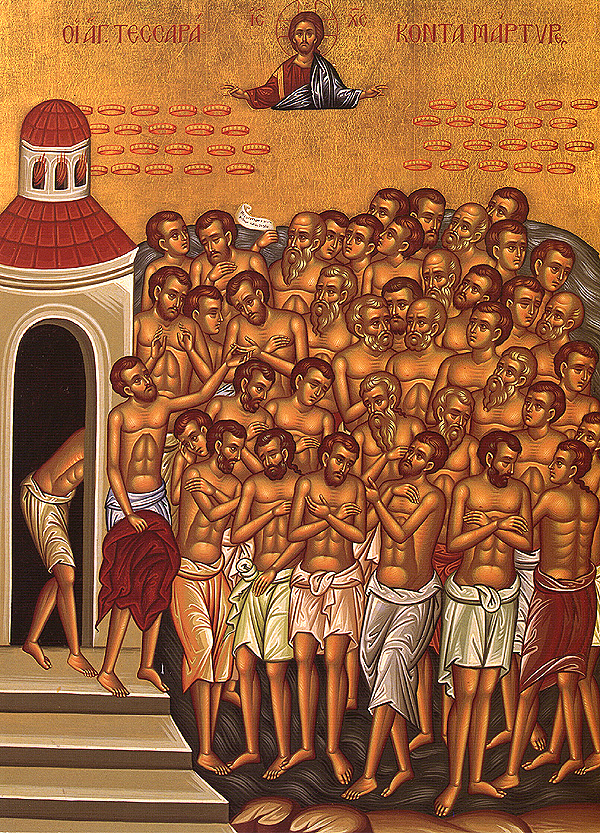
Les Quarante martyrs de Sébaste

Mélitène était l'une des régions où la foi chrétienne s'était implantée le plus profondément. Aussi, de nombreux officier et soldats de la Douze, en garnison dans le pays depuis des dizaines d'années avaient embrassé cette religion. Ils illustrèrent la pénétration du christianisme dans les institutions romaines. Lors des périodes de répression, nombreux furent victimes des mesures impériales. Déjà, Polyeucte, martyr sous Valérien en 259, était un officier de la XII. Pareillement, les Quarante martyrs de Sébaste (aujourd'hui Sivas en Turquie), étaient tous soldats de la Douze, et tous refusèrent, en 324, malgré la torture, de renier leur foi chrétienne.

## Les dernières opérations en Orient
Les Sassanides, et leur empire, représentaient une menace mortelle pour le pouvoir romain à l'Est. Le roi Chapour Ier s'empara du camp de la XV Apollinaris, Satala en 256, et mit à sac Trabzon en 258. L'empereur Valérien affronta Chapour Ier, mais fut défait et capturé.
La défaite provoqua l'effondrement partiel de l'Empire romain, avec la création de l'Empire des Gaules sécessionniste à l'Ouest et celui de Palmyre à l'Est. On sait que la XII Fulminata était sous le commandement d'Odaenathus, dirigeant de l'Empire de Palmyre, mais aussi que l'empereur Gallien lui attribua le surnom de Galliena.
Après ces épisodes, les traces laissées par la Fulminata deviennent rares. L'Empire Palmyrene fut reconquis par Aurélien. L'empereur Dioclétien défit les Sassanides et déplaça la frontière en Mésopotamie du Nord.
La XIIe Légion, qui a probablement pris part à toutes ces opérations, est attestée dans le Notitia Dignitatum, rédigé au début du Ve siècle, comme gardant la frontière de l'Euphrate à Mélitène.